# Second College Grant
Second College Grant es un municipio ubicado en el condado de Coös en el estado estadounidense de Nuevo Hampshire. En el año 2010 tenía una población de 0 habitantes y una densidad poblacional de 0 personas por km².

## Geografía
Second College Grant se encuentra ubicado en las coordenadas 44°55′28″N 71°7′32″O / 44.92444, -71.12556. Según la Oficina del Censo de los Estados Unidos, el municipio tiene una superficie total de 107.88 km², de la cual 106,58 km² corresponden a tierra firme y (1,21 %) 1,3 km² es agua.

## Demografía
Según el censo de 2010, había 0 personas residiendo en Second College Grant. La densidad de población era de 0 hab./km². De los 0 habitantes, Second College Grant estaba compuesto por el 0 % blancos. Del total de la población el 0 % eran hispanos o latinos de cualquier raza.